# I Can't Wait (Nu Shooz)
I Can't Wait è un singolo del gruppo musicale statunitense Nu Shooz, incluso nel secondo album in studio Tha's Right del 1985. Il DJ olandese Peter Slaghuis ha realizzato un remix del brano: tale versione remixata è stata pubblicata nel 1986 come primo estratto dal terzo album in studio Poolside.

## Descrizione
La canzone è stata registrata tramite un registratore Teac-3440, comprato da John Smith nel 1983 mentre realizzava brani da inserire nel loro secondo album. I Can't Wait è stata una delle prime ad essere registrate sul Teac-3440, dopodiché lo stesso Smith ha scritto il testo in circa quindici minuti, approvato poi da sua moglie, la cantante Valerie Day.

## Recezione critica
Il critico John Leland di Spin ha commentato che «[I Can't Wait] può essere ascoltato tutte le volte che si vuole e ogni volta non ci sarà mai l'impressione che esso sia stato realizzato da essere umani [...] è la perfetta canzone disco».

## Video musicale
Il video musicale è stato diretto da Jim Blashfield. Vede Valerie Day che canta la canzone seduta a una scrivania, mentre ripara una caffettiera, mentre strumenti e altre stranezze entrano nell'inquadratura e ne escono di nuovo. Il suo cane è seduto lì vicino, che indossa occhiali da sole.

## Classifiche
| Classifica (1986) | Posizione massima |
| ----------------- | ----------------- |
| Australia         | 11                |
| Austria           | 16                |
| Belgio            | 9                 |
| Canada            | 1                 |
| Francia           | 24                |
| Germania          | 2                 |
| Irlanda           | 10                |
| Nuova Zelanda     | 3                 |
| Paesi Bassi       | 9                 |
| Svizzera          | 4                 |
| Regno Unito       | 2                 |
| Stati Uniti       | 3                 |

## Cover e altri utilizzi
- Il gruppo musicale britannico Ladies First ha registrato una cover del brano nel 2002.
- La cantante statunitense Vanessa Williams ha campionato il brano per il singolo Happiness nel 1997.
- Il rapper statunitense Mann ha campionato il brano per il singolo Buzzin' nel 2010.